# Ernesto Marcolini
Ernesto Marcolini (Varedo, 8 luglio 1940) è un ex calciatore italiano, di ruolo difensore.

## Caratteristiche tecniche
Giocò nel ruolo di terzino sinistro.

## Carriera
Giocò in Serie A con il Varese.

## Palmarès

### Giocatore

#### Competizioni nazionali
- Serie C: 1

Varese: 1962-1963
- Serie B: 1

Varese: 1963-1964